# Шлюз обертовий
Шлюз обертовий — у збагаченні корисних копалин — різновид шлюзів з рухомою робочою поверхнею, шлюзи, що періодично обертаються. Розрізняють металевий секційний і перекидний обертові шлюзи.

Шлюз обертовий застосовуються на драгах.

## Шлюз металевий секційний ШМС
Шлюз металевий секційний ШМС (рис.) складається з декількох стаціонарних жолобів 1 з нерухомою поверхнею.
лобів залежить від необхідної потужності драги, на якій встановлюють шлюз. Жолоби 1 змонтовані на двох нескінчених ланцюгах 2, що натягнуті на зірочки 3, які обертаються за допомогою електродвигуна. Уловлююче покриття жолобів аналогічне тому, що застосовується на стаціонарних шлюзах. Вода для споліскування подається зі зрошувача 4 при огинанні кожним жолобом зірочки. Для збору і транспортування концентрату (важкий продукт) на подальшу переробку під шлюзовим конвеєром установлені збірник з трубопроводами 5.
Недоліками металевих рухомих шлюзів є велика металоємність і неможливість розміщення жолобів в два яруси.

## Перекидний шлюз ШОМ
Перекидний шлюз ШОМ (рис.) складається з двох жолобів, що розташовані симетрично відносно горизонтальної площини і періодично обертаються навколо осі.
Верхній шлюз — робочий, в той час як з нижнього здійснюється змив концентрату. Перекидні шлюзи застосовуються на драгах як доводочні.